# Manolo (football, 1960)
Pour les articles homonymes, voir Manolo, José Manuel Martínez (homonymie), Martínez et Toral.
 (septembre 2014).
Si vous disposez d'ouvrages ou d'articles de référence ou si vous connaissez des sites web de qualité traitant du thème abordé ici, merci de compléter l'article en donnant les références utiles à sa vérifiabilité et en les liant à la section « Notes et références ».
José Manuel Martínez Toral, plus connu comme Manolo, né le 29 octobre 1960 à Caravaca de la Cruz (Communauté de Murcie, Espagne), est un footballeur espagnol qui jouait au poste de défenseur latéral. Il effectue l'essentiel de sa carrière au FC Barcelone

## Carrière
Après avoir joué au FC Barcelone B, Manolo fait ses débuts au FC Barcelone lors de la saison 1978-1979. Il reste au Barça jusqu'à la fin de la saison 1987-1988. Avec Barcelone, il joue 97 matchs de championnat et remporte un Championnat d'Espagne, une Coupe des coupes (il joue la finale face au Standard de Liège), une Coupe d'Espagne et deux Copas de la Liga.
Il met un terme à sa carrière de joueur en 1989 après une saison avec le Real Murcie.

## Palmarès
Avec le FC Barcelone :
- Champion d'Espagne en 1985
- Vainqueur de la Coupe des Coupes en 1982
- Vainqueur de la Coupe d'Espagne en 1983
- Vainqueur de la Copa de la Liga en 1983 et 1986
- Vainqueur de la Supercoupe d'Espagne en 1983